# 환원주의

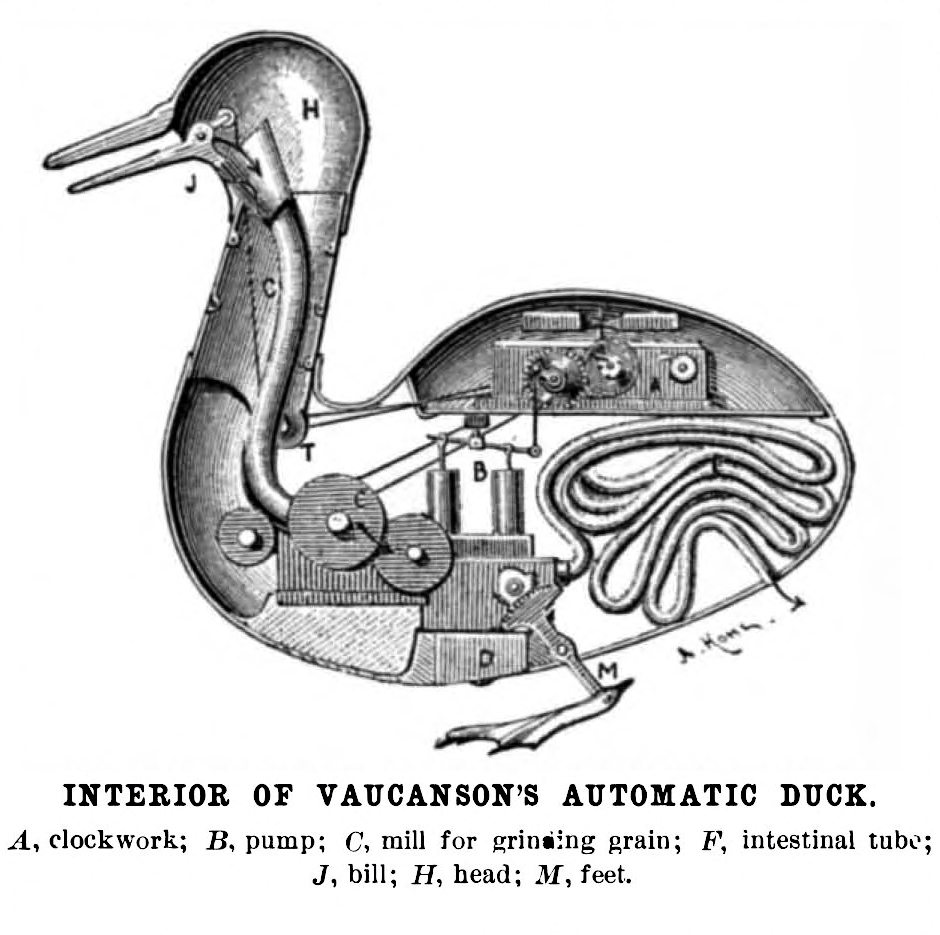
데카르트는 인간이 아닌 동물은 환원적으로 자동기계로서 설명될 수 있다고 주장하였다. — De homines 1662.

환원주의(還元主義, 영어: reductionism)는 철학에서 복잡하고 높은 단계의 사상이나 개념을 하위 단계의 요소로 세분화하여 명확하게 정의할 수 있다고 주장하는 견해이다.
물체는 원자들의 집합이고 사상은 감각 인상들의 결합이라는 관념은 환원주의의 한 형태이다. 20세기 철학에서는 일반적인 형태의 2가지 환원주의가 주장되었다. 첫째, 논리실증주의자들은 존재하는 사물이나 사태를 가리키는 표현이 직접적으로 관찰할 수 있는 대상이나 감각자료로 정의할 수 있고, 따라서 사실에 대한 어떤 진술도 경험적으로 증명할 수 있는 일련의 진술과 동치라고 주장했다. 특히 과학의 이론적 실체는 관찰가능한 물리적인 것으로 정의할 수 있으며 과학법칙은 관찰보고들의 결합과 동치라고 주장했다. 둘째, 과학의 통일을 주장하는 사람들은, 생물학이나 심리학 같은 특정 과학의 이론적 실체는 물리학 같은 더 기본적인 특정 과학의 실체들로 정의할 수 있거나, 그 과학들의 법칙을 더 기본적인 과학의 법칙으로 설명할 수 있다고 주장했다.
여러 과학의 이론적 실체를 관찰가능한 것으로 정의할 수 있다는 점이 모든 과학법칙의 공통 기초를 이루는 한 논리실증주의의 환원주의도 과학의 통일을 함축한다. 이러한 환원주의는 과학에서 이론명제와 관찰명제를 만족스럽게 구별하기 힘들기 때문에 널리 받아들여지지 않고 있지만, 한 과학이 다른 과학으로 환원될 수 있는가 하는 문제는 여전히 논란거리이다.
연관된 개념으로는 통섭이 있다.

## 통섭
통섭(通涉, consilience)은 "지식의 통합"이라고 부르기도 하며 자연과학과 인문학을 연결하고자 하는 통합 학문 이론이다. 이러한 생각은 우주의 본질적 질서를 논리적 성찰을 통해 이해하고자 하는 고대 그리스의 사상에 뿌리를 두고 있다. 자연과학과 인문학의 두 관점은 그리스시대에는 하나였으나, 르네상스 이후부터 점차 분화되어 현재에 이른다. 한편 통섭 이론의 연구 방향의 반대로, 전체를 각각의 부분으로 나누어 연구하는 환원주의도 있다.

## 같이 보기
- 제거적 유물론
- 유물론
- 물리주의
- 프리초프 카프라